# Letca Nouă
Letca Nouă is een Roemeense gemeente in het district Giurgiu.
Letca Nouă telt 3536 inwoners.